# Rhacophorus laoshan
Rhacophorus laoshan es una especie de anfibio anuro de la familia Rhacophoridae.

## Distribución geográfica
Esta especie es endémica del noroeste de Guangxi, China. Fue descubierto en la Reserva Natural de Cenwangloashan, a 1389 m sobre el nivel del mar.

## Descripción
Rhacophorus laoshan mide aproximadamente 35 mm. Su dorso es marrón chocolate teñida de marrón oscuro; su barriga es marrón grisáceo claro.

## Etimología
El nombre de la especie, laoshan, se le dio en referencia al sitio de su descubrimiento, la Reserva Natural Cenwanglaoshan.

## Publicación original
- Yun Ming Mo, Jian Ping Jiang, Feng Xie & Annemarie Ohler (2008). «A New Species of Rhacophorus (Anura: Ranidae) from China». Asiatic Herpetological Research 11: 85-92. Consultado el 15 de abril de 2021.
- Rhacophorus laoshan (Mo, Jiang, Xie & Ohler, 2008), Amphibian Species of the World 6.1. Consultado el 8 de agosto de 2019